# Enrique de Guzmán Haros
Enrique de Guzmán Haros (Madrid, 21 de abril de 1594 - Madrid, 21 de junho de 1626) foi um cardeal do século XVII.

## Biografia
Nasceu em Madrid em 1605. Filho de Diego López de Haro Sotomayor y de la Cueva, quinto marquês de Carpio, e de Francisca de Guzmán Pimentel, irmã de Gaspar de Guzmán, conde-duque de Olivares, primeiro-ministro de Espanha. Irmão de Luis Méndez de Haro, posteriormente sucessor do conde-duque. Foi batizado em 17 de julho de 1604 na igreja de San Julián, Valladolid. Seu primeiro nome também está listado como Enrrique; como Enrico; e como Hericus; e seu segundo sobrenome como Aros; como Aro; e como Haro. Ele também está listado como Enrrique Haro Guzmán.
Estudou ciências eclesiásticas e teologia.
Cânon do capítulo da catedral de Sevilha. Cânon do capítulo da catedral de Toledo.
Criado cardeal no consistório de 19 de janeiro de 1626; nunca foi a Roma para receber o barrete vermelho e o título ou condecoração.
Morreu em Madrid em 21 de junho de 1626, de infecção por postulados e febre aguda. Sepultado na igreja do Colégio Santo Tomás, Madrid.